# Álvaro Luque Amo
Álvaro Luque Amo   (Còrdova, 1990) és un romanista i teorician de la literatura espanyol.

## Biografia
Llicenciat de Filologia Hispanica a la Universitat de Còrdova, va obtenir el seu doctorat Lletres Modernes a la Universitat de Granada. Vaig ampliar els seus estudis a la Universitat de Pau a França i Copenhaguen a Dinamarca. Professor ajudant a la Universitat de Cadis i a la Universitat de Còrdova, és actualment professor ayudante doctor de Teoria de la Literatura a la Universitat Complutense de Madrid.
És un cercador de la teoria i l'anàlisi del text narratiu, el text poètic, la retòrica, la comunicació, la teoria de la traducció, amb d'atenció particular sobre el diari literario i d'altres discursos.

## Obres
- Le journal littéraire dans les contextes français et hispanique. Braud, M.; Luque Amo, A. (ed.). Presses Universitaires de Pau et des Pays de l'Adour: Pau, 2024.
- El diario literario: poética e historia. Berlín, Peter Lang, 2020. ISBN 9783631811085.
- El diario personal en la literatura: teoría del diario literario. Valladolid: Castilla, 2016.[3]

#### Novel·la
- Todos perros', XVII premi de novel·la Universidad de Sevilla. Barcelona, Punto de Lectura, 2012. ISBN 978-84-663-2584-4.

#### Articles
- La fiesta interior. Adicciones y excesos en la narrativa hispánica del XXI. Cuadernos Hispanoamericanos, enero de 2024, núm. 881.[4]
- Estatus y concepto del poético en ell rap, ell trap y la música urbana. Ell contexto español. Signa: Revista de la Asociación Española de Semiótica, ISSN 1133-3634, Nº. 33, 2024, pp. 289-309.[5]
- Drogas, ciencia y esoterismo en la nueva narrativa hispánica. Cuadernos Hispanoamericanos, num. 874, 2023, pp. 58-61.[6]
- Literatura i auto-biopolítica: la contribució de Michel Foucault a la teoria de l’autobiografia. 452ºF: Revista de Teoría de la Literatura y Literatura Comparada, ISSN 2013-3294 , Nº. 17, 2017, págs. 18-35.[7]